# Passerelle suspendue du parc des Buttes-Chaumont
La passerelle suspendue est une passerelle piétonne franchissant le lac du parc des Buttes-Chaumont, dans le 19e arrondissement de Paris.

## Localisation
La passerelle franchit le lac des Buttes-Chaumont et relie sa rive ouest à l'île du Belvédère.

## Description

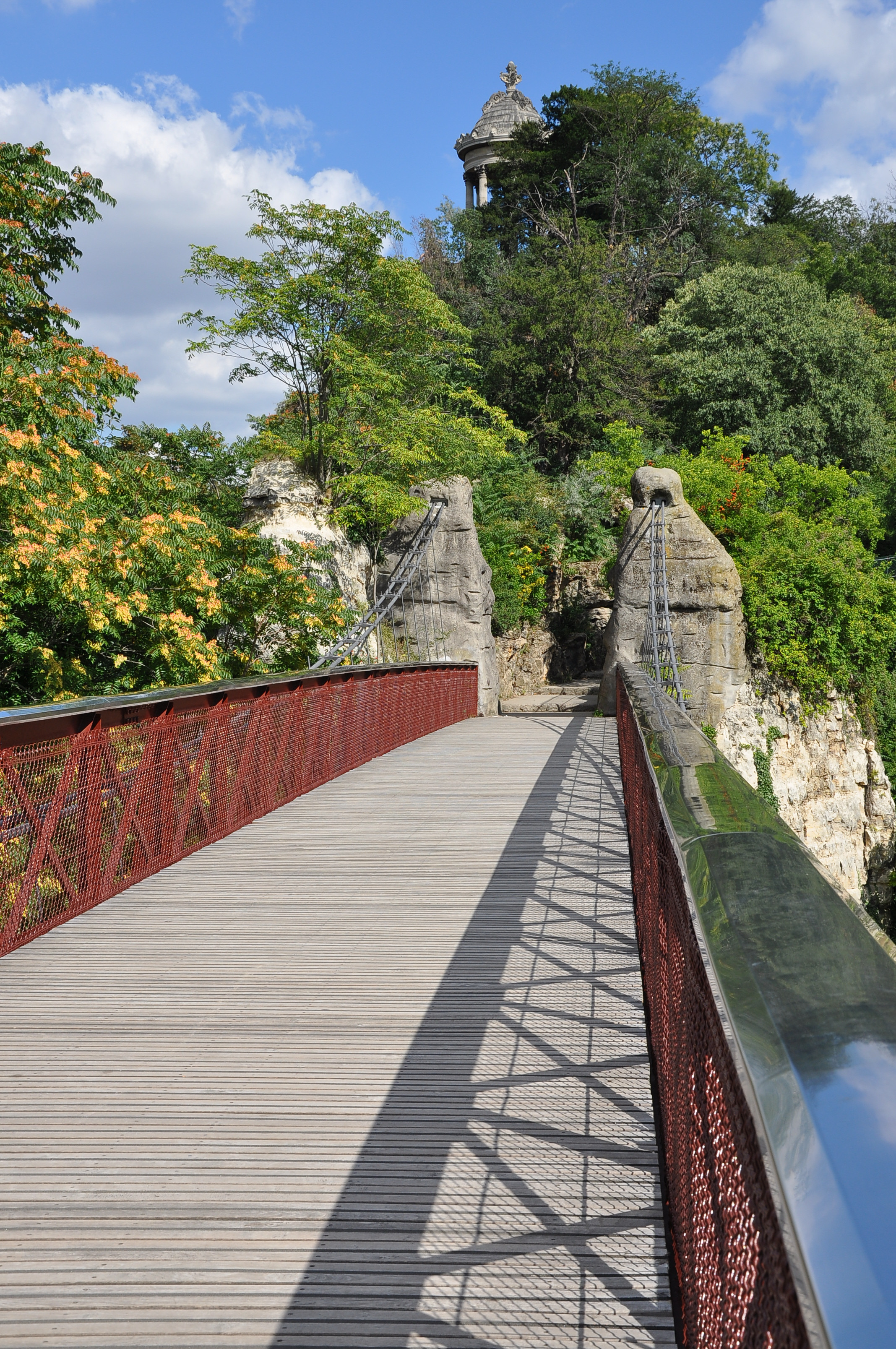
Passerelle suspendue.

La passerelle a une portée de 65 m ; elle surplombe le lac à 8 m de hauteur.

## Historique
Gustave Eiffel est le concepteur de ce pont.